# Björn Borg
Björn Rune Borg (AFI: [bjœːɳ bɔrj], ; Stoccolma, 6 giugno 1956) è un ex tennista svedese.
Soprannominato Ice Man sia per la nazione di provenienza che per la freddezza ed il distacco che mostrava in campo, tra il 1974 e il 1981 ha vinto 11 titoli del Grande Slam, di cui sei al Roland Garros (secondo soltanto a Rafael Nadal per numero di vittorie) e cinque consecutivi a Wimbledon (fu il primo a vincerne cinque nell'era Open) ed è stato numero uno del mondo (non continuamente) nella classifica ATP dal 23 agosto 1977 al 2 agosto 1981.
Annoverato tra i più grandi tennisti di tutti i tempi, batté numerosi record dell'era Open che tuttora resistono, vincendo il 41% dei tornei del Grande Slam che disputò e il 90% dei singoli match di quei tornei, vincendo l'Open di Francia e Wimbledon nella stessa stagione per tre anni consecutivi, conquistando tre tornei del Grand Slam senza perdere un set. La sua percentuale di vittorie in carriera è dell'82,4% degli incontri disputati e del 71% contro giocatori all'epoca fra i primi dieci al mondo.
La sua ascesa, quando era ancora adolescente, contribuì negli anni settanta alla popolarità a livello mondiale del tennis, divenuto da allora tra gli sport più praticati fino ad oggi. Il circuito professionistico diventava sempre più redditizio e nel 1979 Borg fu il primo tennista a guadagnare più di un milione di dollari di montepremi in una stagione. Il logorio psicofisico per una carriera non lunga, ma intensissima, lo portò ad abbandonare il tennis a soli 26 anni, causando sconcerto nel mondo tennistico.
È stato inserito nella International Tennis Hall of Fame nel 1987.

## Biografia

### Carriera sportiva
Björn venne affascinato dal tennis fin da giovanissimo, ma il suo primo sport praticato fu hockey su ghiaccio (sport di squadra più popolare in Svezia), infatti il suo rovescio a due mani deriva dal modo nel quale il bambino Björn impugnava il bastone da hockey su ghiaccio.
Il primo contatto con il tennis lo ebbe quando accompagnò suo padre che, dopo aver vinto un torneo dilettantistico di tennis tavolo, ebbe la facoltà di scegliere tra diversi premi e suo padre disse a Björn di prendere quello che voleva quindi Björn prese una racchetta da tennis.

#### 1972-1973: l'esordio
Il giovane Borg non ha rivali nelle categorie della sua età e nel 1972, a soli 15 anni, viene selezionato per la squadra che deve rappresentare la Svezia in Coppa Davis. All'esordio nel grande tennis il futuro campione sconfigge in 5 set il neozelandese Onny Parun. Pochi mesi dopo vince il singolare maschile Junior del Torneo di Wimbledon.
Il 1973 è il suo primo anno da professionista e si rivela al mondo raggiungendo in aprile la finale al Monte Carlo Open contro Ilie Năstase. Successivamente raggiunge il quarto turno all'Open di Francia, in cui viene battuto da Adriano Panatta, e i quarti di finale a Wimbledon, dove viene sconfitto dall'inglese Roger Taylor. In luglio a Båstad arriva in semifinale, in cui perde contro Stan Smith. Poi conferma di non essere una meteora arrivando al quarto turno agli US Open, dove si arrende a Nikola Pilić, e poche settimane dopo raggiunge nuovamente la finale a San Francisco, ma stavolta è Roy Emerson a negargli la gioia del primo titolo in carriera. Nell'ultima parte di stagione arriva in semifinale a Barcellona e in finale a Stoccolma contro Tom Gorman (precedentemente riesce a sconfiggere in semifinale Jimmy Connors). L'ultimo acuto della stagione è in novembre quando raggiunge la finale a Buenos Aires, venendo sconfitto da Guillermo Vilas. A fine anno il diciassettenne è al 18º posto del ranking mondiale, pur non avendo vinto nessun titolo, grazie alle quattro finali raggiunte e ai quarti di finale di Wimbledon.

#### 1974-1976: i primi successi

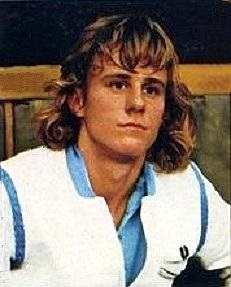
Borg nel 1974

Nel 1974 vince i suoi primi 7 tornei professionistici. Dopo due successi sul cemento (uno dei quali battendo Arthur Ashe in finale) vince gli Internazionali d'Italia sul campo di terra battuta del Foro Italico, sconfiggendo nettamente in tre set Ilie Năstase. Due settimane dopo il successo di Roma si ripete sulla terra battuta vincendo il suo primo Slam all'Open di Francia, battendo Manuel Orantes in finale con il punteggio di 2–6, 6–7, 6–0, 6–1, 6–1. Questo successo lo rende il più giovane vincitore della storia del Roland Garros (record che verrà migliorato da Mats Wilander nel 1982 e poi da Michael Chang nel 1989). Prende parte all'unico Australian Open della sua carriera, arrivando al terzo turno.
All'inizio del 1975, Borg sconfigge il grande campione australiano Rod Laver (oramai trentaseienne e a fine carriera) nella semifinale del torneo di Dallas, con il punteggio 7–6, 3–6, 5–7, 7–5, 6–2, in seguito Borg perderà la finale contro Arthur Ashe. Qualche tempo dopo difenderà con successo il suo titolo all'Open di Francia battendo Guillermo Vilas nella finale e un mese dopo raggiunge i quarti di finale a Wimbledon, sconfitto ancora da Arthur Ashe con il punteggio di 2-6, 6-4, 8-6, 6-1. Nel 1975 vince due gare individuali e una di doppio nella finale di Coppa Davis vinta dalla Svezia 3-2 sulla Cecoslovacchia, portando la sua striscia vincente a 19 match consecutivi nella competizione. Alla fine dell'anno ha aggiunto al suo palmarès 5 titoli ATP.
Nel 1976, Björn perde nei quarti di finale dell'Open di Francia, si tratta della seconda e ultima sconfitta della carriera di Borg nel torneo parigino, ancora una volta per mano di Adriano Panatta che è pertanto l'unico uomo ad aver sconfitto (due volte) il grande campione svedese nel Roland Garros. Qualche settimana dopo Borg vince a Wimbledon il terzo Slam della sua carriera; in finale batte 3-0 Ilie Năstase e per tutto il torneo non cede mai nemmeno un set, Borg è il più giovane vincitore del singolare maschile a Wimbledon (record poi superato dal tedesco Boris Becker). La sua vittoria tuttavia è coperta da alcune ombre: secondo i critici del campione svedese, nella seconda settimana del torneo il campo ha mutato profondamente le sue condizioni a causa del caldo insolito, perdendo velocità e favorendo lo svedese, fortissimo sulle superfici lente grazie al suo gioco da fondo campo. Borg tuttavia dimostrerà inequivocabilmente di saper adattare il suo gioco da fondo campo anche alle superfici veloci negli anni successivi. In questa stagione raggiunge anche la finale all'US Open (per l'ultima volta su superficie lenta), perdendo in 4 set contro il numero uno del mondo Jimmy Connors. Oltre al successo in Inghilterra si aggiudica altri 5 titoli del circuito ATP.

#### 1977-1980: il dominio

Borg in azione nel 1979

Nel 1977 vince 11 tornei. Salta l'Open di Francia poiché nel frattempo divenne membro della associazione TeamTennis, all'epoca in polemica con la federazione; ma riesce a ripetere il successo di Wimbledon dimostrando a tutti gli scettici che il trionfo dell'anno precedente non fu solo un caso. Björn deve faticare nettamente più dell'edizione 1976, sconfigge in semifinale il suo grande amico Vitas Gerulaitis con il punteggio di 6–4, 3–6, 6–3, 3–6, 8–6; nella finale trova nuovamente Jimmy Connors sconfiggendolo in 5 set. Con questo successo il 23 agosto 1977 diventa il nuovo numero uno del mondo, ponendo fine alle 160 settimane consecutive in testa al ranking di Connors (rimarranno un record fino all'avvento di Roger Federer), tuttavia dopo una sola settimana il 29 agosto Connors si riprende il primato in cima al ranking.
Nel 1978 inizia il periodo migliore della carriera del tennista svedese. Vince senza problemi il terzo Open di Francia della sua carriera senza perdere neanche un set e sconfiggendo ancora l'argentino Guillermo Vilas in finale in soli 3 set. Anche a Wimbledon vince il suo terzo titolo (consecutivo) vincendo in 3 set la finale contro il rivale Connors, con questo risultato Borg è il primo (con Rafael Nadal nel 2008, Roger Federer nel 2009, Novak Đjoković nel 2021 e Carlos Alcaraz nel 2024) tennista capace di vincere Wimbledon e Roland Garros nella stessa stagione nell'era open (fa eccezione Rod Laver che nel 1969 realizzò il grande slam). Poche settimane dopo si disputa l'US Open per la prima volta sul campo in cemento, questo sembra escludere Borg che tuttavia conferma la grande adattabilità del suo gioco arrivando in finale ma perdendo nettamente in tre set contro Connors. In quell'anno vince in totale 9 tornei e va segnalato che viene sconfitto in semifinale all'Open di Stoccolma da un giovane americano destinato ad incontrare più volte nel corso della sua carriera: John McEnroe.
Nel 1979 Björn vince 13 tornei confermando senza troppi problemi il suo dominio in Francia e in Inghilterra (sui campi di Wimbledon si tratta del quarto successo consecutivo), centrando la doppietta per il secondo anno consecutivo. Perde ancora contro McEnroe nella finale del WCT di Dallas, tuttavia il 9 aprile 1979 riesce nuovamente a scalzare Connors dalla posizione di numero uno del mondo, mantenendo il trono per 6 settimane prima di cederlo nuovamente all'americano. Ancora una volta non riesce a imporsi nell'US Open venendo superato ai quarti di finale da Roscoe Tanner. Alla fine della stagione riesce a vincere anche il suo primo The Masters battendo McEnroe in una durissima semifinale e Gerulaitis in finale. Il 9 luglio 1979 conquista per la terza volta la testa del ranking mondiale, mantenendola per 34 settimane fino al 2 marzo 1980. Nel finale di stagione a Montréal vince il 50º torneo ATP della sua carriera a soli 23 anni.
Durante il triennio 1978-1979-1980 riceve per tre volte consecutive il titolo di Campione del Mondo ITF.

#### 1980-1981: le battaglie con John McEnroe
Nel giugno 1980 vince il suo quinto Open di Francia. Anche quest'anno non perde neanche un set in tutto il torneo (stabilendo il record di 3 tornei del Grande Slam vinti senza perdere set, poi raggiunto dallo spagnolo Rafael Nadal), e poche settimane dopo riesce ad arrivare alla finale di Wimbledon contro un agguerritissimo McEnroe. La partita è giudicata da molti come una delle più belle della storia di questo sport, negli occhi dei tifosi rimarrà per sempre il tiebreak del quarto set, con Borg in vantaggio 2-1 nel conto set i due avversari diedero vita ad una grande sfida che vide Borg avere 5 palle match per chiudere l'incontro e McEnroe 6 palle per arrivare al quinto set; in quel tiebreak l'americano si impose per 18-16, ma poi nel quinto set Borg riuscì a prevalere 8-6 vincendo il suo quinto Wimbledon consecutivo.
Anni dopo Borg confesserà che in quell'occasione per la prima volta ebbe paura di perdere il titolo sull'erba. Egli stesso ammise che quella sensazione corrispose all'inizio della fine del suo periodo di dominio. Poche settimane dopo i due rivali diedero vita ad un nuovo match spettacolare nella finale dell'US Open: stavolta il vincitore fu il grande campione americano e per Borg si concretizzò la terza sconfitta in finale nel torneo. In quell'anno Borg sconfisse il rivale nella finale dell'Open di Stoccolma e in seguito nella fase a girone del torneo The Masters. Dopo aver sconfitto McEnroe Borg riuscì a vincere il torneo per il secondo anno consecutivo battendo agevolmente Ivan Lendl in tre set 6–4, 6–2, 6–2. Oltre ai tornei più prestigiosi già elencati si aggiudica anche 6 tornei minori ATP. Durante il 1980 Borg e McEnroe si alternano in cima alla classifica mondiale: il 2 marzo McEnroe conquista il primato cedendolo il 24 dello stesso mese allo svedese che lo conserverà per 20 settimane per poi cederlo il 10 agosto e riprenderselo il 18 dello stesso mese e conservarlo fino al luglio 1981.

Borg e John McEnroe al termine della finale del Milano Indoor 1981, vinta dallo statunitense

Nel 1981 Borg vince il suo sesto e ultimo titolo (quarto consecutivo, record superato solo da Rafael Nadal nel 2014) all'Open di Francia; poche settimane dopo arriva per la sesta volta consecutiva in finale a Wimbledon, ma dopo 5 titoli e 41 vittorie consecutivi nello Slam britannico (record detenuto a pari merito con Roger Federer), McEnroe lo sconfigge in 4 combattuti set, impedendogli la conquista del sesto titolo. Il 5 luglio, dopo 46 settimane, Borg cede il posto di n. 1 del mondo a McEnroe, il 20 luglio riprende per la sesta e ultima volta il primato nel ranking per due sole settimane, portando il suo totale a 109.
Qualche settimana dopo arriva per la quarta volta in finale all'US Open: come l'anno precedente a contendergli il titolo è sempre McEnroe che ha la meglio in quattro set, impedendogli così definitivamente di conquistare lo Slam statunitense (l'US Open 1981 fu l'ultimo Slam in assoluto giocato da Borg). Subito dopo la sconfitta la delusione per Borg è tanta; prima dell'inizio della cerimonia di premiazione e della conferenza stampa, si riveste ed abbandona lo stadio. Interrogato su questo comportamento ha dichiarato che oramai non c'erano più dubbi che McEnroe fosse il nuovo numero 1 del mondo e che lui non voleva essere il numero 2. Durante l'anno vinse solo 3 titoli portando il suo totale a 63: l'ultimo suo successo fu al torneo di Ginevra.

#### 1982-1983: gli ultimi anni e il ritiro
Per via della tremenda delusione nella finale dell'US Open dell'anno precedente, nel 1982 Borg prese parte solo al Torneo di Monte Carlo, perdendo contro Yannick Noah nei quarti di finale, dopo aver passato tutta la stagione a fare da spettatore. Nel 1983 sempre a Monte Carlo si presentò in pessime condizioni fisiche per la lunga inattività: la sconfitta al secondo turno contro Henri Leconte fa decidere al campione svedese di abbandonare l'agonismo. Quella sull'argentino José Luis Clerc al primo turno a Monte Carlo 1983 rimane dunque l'ultima vittoria di Borg.
La notizia del ritiro era già nell'aria, ma sconvolse il mondo del tennis a tal punto che persino il grande avversario McEnroe provò inutilmente a convincere il neanche ventisettenne Borg a continuare a giocare.

#### 1991-1993: il tentato ritorno

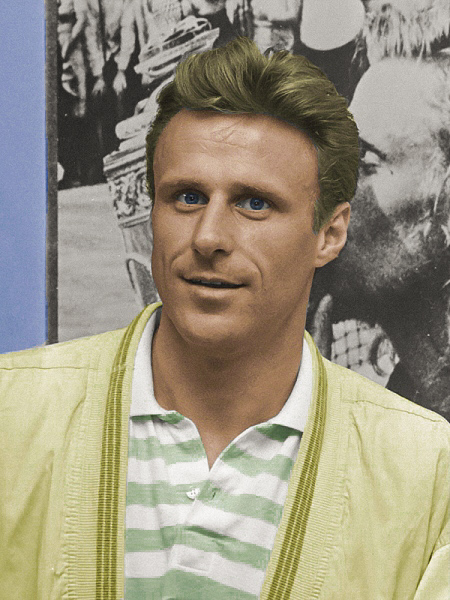
Borg nel 1987

Nei primi anni novanta Borg tentò un ritorno al tennis professionistico che fu un totale insuccesso. Borg scelse di riprendere a giocare con le sue vecchie e superate racchette in legno e perse il match del debutto contro Jordi Arrese all'Open di Monte Carlo 1991 a cui era stato ammesso tramite wild card. Per il resto dell'anno non partecipò ad altri tornei ATP per prepararsi alla stagione successiva. 
Nel 1992 prese parte a otto tornei ma subì altrettante sconfitte al primo turno contro giocatori di bassa classifica senza aggiudicarsi nemmeno un set. 
Nel 1993 perse ancora al primo turno a San Francisco contro Jaime Oncins e a Saragozza contro João Cunha e Silva. Poi al primo turno del torneo di Mosca andò vicino al successo in una partita, portando Aleksandr Volkov al terzo set, ma anche in quella occasione perse al tie break per 9-7. Dopo il match si ritirò definitivamente limitandosi a giocare occasionalmente in tornei senior. Nei tre anni in cui ha tentato il rientro ha chiuso con un bilancio di 0 vittorie e 12 sconfitte.

### Dopo il ritiro
Dopo il primo ritiro investì i suoi guadagni sportivi in alcune attività imprenditoriali, tra cui una linea di abbigliamento che portava il suo nome e che era la seconda per numero di capi venduti in patria. Tuttavia, nel 1989 il suo piccolo gruppo finanziario collassò e Borg si ritrovò esposto verso i creditori di oltre 1,5 milioni di dollari, ma riuscì a salvarsi dalla bancarotta.
Nel marzo del 2006 suscitò scalpore la notizia della messa all'asta di alcuni suoi trofei e racchette usate in alcuni match importanti. Lo svedese, che giustificò il gesto per garantire sicurezza finanziaria alle persone a lui vicine, ricevette chiamate da parte del suo grande rivale McEnroe e da Andre Agassi, e quest'ultimo si offrì di comprare tutti gli oggetti per raccoglierli in un museo, evitando che finissero in mani sbagliate. Poi Borg ci ripensò, ritirando i trofei dall'asta.

### Vita privata
Nato a Stoccolma e cresciuto a Södertälje, una piccola città nei pressi della capitale svedese, nel 1980 Borg si sposa con la tennista rumena Mariana Simionescu, ma la coppia divorzia tre anni dopo. In seguito avrà un figlio di nome Robin da una relazione con la modella svedese Jannike Björling.
Nell'estate del 1988, a Ibiza, incontrò la cantante italiana Loredana Bertè, che aveva già conosciuto al Roland Garros nel 1973, quando gli fu presentata dall'allora fidanzato di lei, Adriano Panatta, dal quale in quell'occasione fu battuto. Nel 1989 Borg fu ricoverato e sottoposto a lavanda gastrica per un'overdose di sonniferi che i media riportarono come tentato suicidio (sempre negato dal campione). Pochi mesi dopo la coppia si sposò a Milano, con rito prima civile e poi religioso. Il matrimonio interessò la stampa scandalistica italiana e svedese, fu molto tormentato e culminò in un sospetto tentativo di suicidio anche della cantante italiana nel 1991. I due si separarono l'anno dopo.
Nel 2002 il tennista svedese si sposò per la terza volta con Patricia Östfeldt, con la quale vive tuttora: la coppia ha un figlio di nome Leo, che ha intrapreso la carriera da tennista. In seguito a questo terzo matrimonio, Borg venne denunciato dalla Bertè per bigamia, in quanto venne scoperto che i due, per l'anagrafe, risultavano ancora sposati. La cantante chiese cinque milioni di euro di danni per il mantenimento mai versato.
Nell'agosto 2007 ha recitato insieme al grande rivale John McEnroe in un divertente spot per la catena di supermercati inglese Tesco.

## Rivalità

### Bjorn Borg, Jimmy Connors e John McEnroe
La rivalità tra Borg e Connors si può riassumere in due fasi; nella prima (1973-1978) c'è stata una netta prevalenza di Connors che dopo aver perso la prima gara vinse le successive 6. In questo periodo vennero disputati 13 incontri: Connors vinse 8 volte e Borg 5. La finale dell'US Open del 1978 fu l'ultima vittoria di Connors, perché nel successivo periodo (1979-1981) Borg vinse tutte le 10 sfide tra i due portando il bilancio a suo favore per 15-8. La maggior parte delle sfide (7) sono state disputate sul campo sintetico con netta prevalenza dello svedese per 5-2. Nelle 6 sfide disputate sulla terra battuta il bilancio è in perfetta parità mentre nelle 5 sfide su cemento prevale l'americano per 3-2. Connors non ha mai battuto Borg sul campo d'erba poiché nelle 4 sfide disputate a Wimbledon lo svedese è sempre riuscito ad imporsi sul rivale.
Complessivamente il bilancio delle sfide tra Borg e McEnroe è in parità 7-7. I due non si sono mai affrontati sul campo di terra battuta in cui Borg era nettamente favorito. Sui campi d'erba i due si sono affrontati in due occasioni (le due finali a Wimbledon) vinte una per parte. Per 4 volte i due rivali si sono fronteggiati sul cemento, con un bilancio favorevole a McEnroe per 3-1. Le restanti 8 sfide sono state disputate su campi sintetici e vedono una prevalenza dello svedese per 5-3.

### Altre
Oltre ai rivali storici Connors e McEnroe, Björn Borg ha avuto altre rivalità meno sentite ma che comunque sono entrate nell'immaginario degli appassionati. Una di queste è senza dubbio quella con il tennista italiano Adriano Panatta, capace di infliggere allo svedese 6 sconfitte, di cui 5 sul campo di terra battuta (la superficie preferita di Borg); Panatta è infatti l'unico tennista ad aver battuto Borg all'Open di Francia, impresa riuscitagli due volte. In più occasioni Borg ha ammesso che giocare con Panatta era estremamente impegnativo. Complessivamente il bilancio finale è di 9-6 per Borg.
Un altro avversario ostico per Borg è sempre stato il rumeno Ilie Năstase. Entrambi amavano molto giocare sulla terra rossa e infatti le sfide più avvincenti si sono disputate su questo tipo di terreno. Năstase ha impensierito Borg soprattutto nei primi anni di carriera (fino al 1976) imponendosi in 5 sfide su 8. Negli anni successivi Borg ha vinto 6 delle sette sfide, perdendone una soltanto per Walk Over (cioè Borg non si è presentato a causa di un infortunio nel turno precedente).
Borg smise di fatto di giocare nel 1981, pertanto non ebbe grandi occasioni di giocare contro il cecoslovacco Ivan Lendl, di qualche anno più giovane. Negli 8 incontri disputati Borg riuscì a imporsi 6 volte, tuttavia il bilancio non può essere preso in esame per un confronto tra i due atleti in quanto vedeva di fronte un Borg già campione all'apice della carriera, mentre Lendl raggiungerà l'apice a metà degli anni ottanta; quest'ultimo riuscì ad avere la meglio in due occasioni, di cui una per ritiro dello svedese.
Borg e Vitas Gerulaitis erano grandi amici fuori dal campo e la maggior parte dei loro incontri sono stati molto avvincenti e combattuti; nonostante il reciproco timore e rispetto e l'alto livello di gioco delle partite Gerulaitis non è mai riuscito a battere sul campo l'amico-rivale, perdendo tutti i 16 incontri disputati. L'unico successo di Gerulaitis è una vittoria per Walk Over (cioè Borg non si è presentato) nella semifinale del torneo di Dallas del 1978.

## Premi e riconoscimenti
- Ha ricevuto la Medaglia d'oro dello Svenska Dagbladet nel 1974 e nel 1978. Borg e Ingemar Stenmark sono gli unici ad aver ricevuto per due volte questo premio.
- È stato nominato BBC Sports Personality of the Year Overseas Personality nel 1979.
- È stato inserito nella International Tennis Hall of Fame nel 1987.
- Il 10 dicembre 2006 ha ricevuto un premio speciale dalla BBC.

## Caratteristiche

### Stile
Borg è passato alla storia per i suoi cinque successi consecutivi a Wimbledon – record eguagliato solamente, quasi trent'anni dopo, da Roger Federer con la vittoria nelle edizioni 2003-2007 – e per aver saputo adattare al tennis su erba il suo gioco da fondocampo, che sembrava precludergli un ruolo da protagonista sul verde. I suoi successi acquistano maggior valore e considerazione perché ottenuti in un contesto tennistico più volte chiamato dagli appassionati l'età d'oro del tennis che vide affermarsi giocatori come Jimmy Connors e John McEnroe, Ilie Năstase, Vitas Gerulaitis, Guillermo Vilas e Roscoe Tanner.
Lo svedese, negli anni in cui ha dominato la scena agonistica, impose standard tecnico-atletici ancora sconosciuti ai suoi avversari del tempo. In un'epoca in cui, tranne pochissime eccezioni, i tennisti utilizzavano ancora racchette dal telaio di legno, lo svedese fu il primo a colpire la palla con il colpo diritto costantemente dal basso verso l'alto, conferendole il cosiddetto effetto in topspin mediante rotazione del polso. I vantaggi di questa tecnica di esecuzione sarebbero poi divenuti alla portata di tutti con l'avvento dei telai in alluminio e grafite e con l'allargamento dell'area del piatto corde: negli anni settanta il solo Borg riusciva a eseguire con regolarità tale colpo. Giocava inoltre con il rovescio a due mani, all'epoca giudicato estremamente inelegante: insieme a Jimmy Connors fu il primo a giocare ad altissimi livelli con quel colpo mostrandone tutte le potenzialità. Il giornalista specializzato Gianni Clerici, membro della International Tennis Hall of Fame, spiega in tal modo l'adozione di tale tecnica da parte di Borg: «Quando il piccolo Bjorn Borg iniziò a giocare, trovò fortuitamente un insegnante che lo lasciò colpire quel suo colpo diritto che ancora non si chiamava arrotata perché nemmeno io ne avevo mai visto uno simile. E anche gli lasciò impugnare, quel Maestro intelligente, il rovescio come Borghetto aveva appreso giocando ad hockey. E il risultato fu l'immenso Borg. Mentre, con alcuni maestri canini che conosco io, Borg non sarebbe diventato Borg, ma al più un giocatore di Serie B, dotato di uno stile superatissimo e soprattutto disadatto alla sua struttura osteomuscolare».
Ma lo svedese fu anche un atleta nettamente superiore ai rivali dell'epoca. La sua preparazione fisica unita alla sua grande solidità mentale lo rendeva un giocatore dotato di resistenza e velocità fuori dal comune; Borg tra l'altro si allenava palleggiando contro un muro di pietre vive, con la palla che rimbalzava irregolarmente in ogni direzione.
Con l'apparizione di Borg emerse una schiera di tennisti definiti "regolaristi" o "controattaccanti": giocatori che non prediligevano il gioco di volo, ma che facevano affidamento sulla tenuta fisica e sulla costanza nel palleggio per indurre l'avversario all'errore, piuttosto che cercare la conclusione vincente. La nascita di questa tipologia di giocatori avrebbe poi condotto a un'aumentata specializzazione sulle superfici, rendendo la terra battuta terreno di caccia per questa nouvelle vague di giocatori. Lo stile di Borg fu senz'altro di ispirazione a questo tennis meno spettacolare e più fisico; a differenza dei suoi successori, tuttavia, con le sue cinque consecutive affermazioni sull'erba di Wimbledon e le quattro finali all'US Open lo svedese dimostrò di essere molto più che un forte regolarista.

### Carattere
Borg era noto anche per il suo atteggiamento incredibilmente distaccato e glaciale, in totale contrasto con quello dei suoi grandi rivali Connors e soprattutto McEnroe, famosi per i loro modi di fare estroversi, irascibili ed al confine dei limiti disciplinari. Borg parlava molto poco e non era solito protestare contro arbitri e giudici di linea. Al termine di uno scambio o di una partita non lo si è mai visto esultare in modo vistoso e appariscente; solo dopo la vittoria di un importante torneo si limitava ad inginocchiarsi e a volte ad alzare le braccia. Per via di questo temperamento venne quasi immediatamente ribattezzato dalla stampa Ice man (Uomo di ghiaccio), IceBorg (un gioco di parole per assonanza tra la parola Iceberg e il suo cognome) oppure Orso in riferimento sia alla scontrosità dell'animale solitario ma più che altro perché il suo nome, Björn, in svedese significa appunto "orso". Questo carattere ha contribuito in modo determinante a plasmare la grande solidità fisica e mentale per cui Borg divenne celebre e che gli ha consentito di raggiungere la vetta del mondo tennistico.
Borg era solito curare il look prima delle partite con una assiduità pari alla preparazione fisica; prima delle partite sceglieva accuratamente i vestiti e la pettinatura da portare in campo; ha lanciato nel mondo la moda del look sciamanico caratterizzato da capelli lunghi, lisci e apparentemente incolti, uniti a barba e baffi pronunciati. È stato forse il primo fenomeno di divismo sui campi da tennis e il suo ritiro, avvenuto quand'era ancora ai vertici del tennis mondiale, ne ha arricchito ancor di più il mito.

## Statistiche

### Singolare

#### Vittorie (64)
| Legenda                                           |
| Grande Slam (11)                                  |
| Masters Grand Prix / WCT Finals (3)               |
| Grand Prix Championship Series (15)               |
| Grand Prix Super Series / WCT (17)                |
| Grand Prix World Series / WCT Regular Series (18) |

| No. | Anno              | Torneo                                        | Superficie    | Avversario in finale | Punteggio               |
| --- | ----------------- | --------------------------------------------- | ------------- | -------------------- | ----------------------- |
| 1.  | 13 gennaio 1974   | Auckland Tennis Championships, Auckland       | Erba          | Onny Parun           | 6-4, 6-3, 6-1           |
| 2.  | 24 febbraio 1974  | Rothmans International London, Londra         | Cemento (i)   | Mark Cox             | 6–7, 7–6, 6–4           |
| 3.  | 23 marzo 1974     | Sao Paulo WCT, San Paolo (1)                  | Cemento (i)   | Arthur Ashe          | 6–2, 3–6, 6–3           |
| 4.  | 1º giugno 1974    | Internazionali d'Italia, Roma (1)             | Terra rossa   | Ilie Năstase         | 6–3, 6–4, 6–2           |
| 5.  | 16 giugno 1974    | Roland Garros, Parigi (1)                     | Terra battuta | Manuel Orantes       | 2–6, 6–7, 6–0, 6–1, 6–1 |
| 6.  | 14 luglio 1974    | Swedish Open, Båstad (1)                      | Terra rossa   | Adriano Panatta      | 6–3, 6–0, 6–7, 6–3      |
| 7.  | 1º settembre 1974 | U.S. Pro Tennis Championships, Boston (1)     | Terra rossa   | Tom Okker            | 7–6, 6–1, 6–1           |
| 8.  | 13 dicembre 1974  | South Australian Open, Adelaide               | Erba          | Onny Parun           | 6–4, 6–4 3–6, 6–2       |
| 9.  | 2 febbraio 1975   | Richmond WCT, Richmond (1)                    | Sintetico     | Arthur Ashe          | 4–6, 6–4, 6–4           |
| 10. | 12 febbraio 1975  | Bologna Indoor, Bologna                       | Sintetico     | Arthur Ashe          | 7–6, 4–6, 7–6           |
| 11. | 15 giugno 1975    | Roland Garros, Parigi (2)                     | Terra battuta | Guillermo Vilas      | 6–2, 6–3, 6–4           |
| 12. | 1º settembre 1975 | U.S. Pro Tennis Championships, Boston (2)     | Terra rossa   | Guillermo Vilas      | 6–3, 6–4, 6–2           |
| 13. | 19 ottobre 1975   | Torneo Godó, Barcellona                       | Terra rossa   | Adriano Panatta      | 1–6, 7–6, 6–3, 6–2      |
| 14. | 16 febbraio 1976  | Toronto Indoor, Toronto                       | Sintetico     | Vitas Gerulaitis     | 2–6, 6–3, 6–1           |
| 15. | 5 aprile 1976     | Sao Paulo WCT, San Paolo (2)                  | Sintetico     | Vitas Gerulaitis     | 7–6, 6–2                |
| 16. | 9 maggio 1976     | WCT Finals, Dallas                            | Sintetico     | Guillermo Vilas      | 1–6, 6–1, 7–5, 6–1      |
| 17. | 28 maggio 1976    | Düsseldorf Grand Prix, Düsseldorf             | Terra rossa   | Manuel Orantes       | 6–2, 6–2, 6–0           |
| 18. | 3 luglio 1976     | Torneo di Wimbledon, Londra (1)               | Erba          | Ilie Năstase         | 6–4, 6–2, 9–7           |
| 19. | 29 agosto 1976    | U.S. Pro Tennis Championships, Boston (2)     | Terra rossa   | Harold Solomon       | 6–7, 6–4, 6–1, 6–2      |
| 20. | 6 marzo 1977      | U.S. Indoor National Championships, Memphis   | Cemento (i)   | Brian Gottfried      | 6–4, 6–3, 4–6, 7–5      |
| 21. | 3 aprile 1977     | ATP Nizza, Nizza (1)                          | Terra rossa   | Guillermo Vilas      | 6–4, 1–6, 6–2, 6–0      |
| 22. | 10 aprile 1977    | Monte Carlo Masters, Monte Carlo (1)          | Terra rossa   | Corrado Barazzutti   | 6–3, 7–5, 6–0           |
| 23. | 24 aprile 1977    | Denver Open, Denver                           | Sintetico     | Brian Gottfried      | 7–5, 6–2                |
| 24. | 2 luglio 1977     | Torneo di Wimbledon, Londra (2)               | Erba          | Jimmy Connors        | 3–6, 6–2, 6–1, 5–7, 6–4 |
| 25. | 13 luglio 1977    | Pepsi Grand Slam, Boca Raton (1)              | Terra rossa   | Jimmy Connors        | 6–4, 5–7, 6–3           |
| 26. | 16 ottobre 1977   | Madrid Tennis Grand Prix, Madrid              | Terra rossa   | Jaime Fillol         | 6–3, 6–0, 6–7, 7–6      |
| 27. | 23 ottobre 1977   | Torneo Godó, Barcellona                       | Terra rossa   | Manuel Orantes       | 6–2, 7–5, 6–2           |
| 28. | 31 ottobre 1977   | Swiss Indoors, Basilea                        | Sintetico     | John Lloyd           | 6–4, 6–2, 6–3           |
| 29. | 6 novembre 1977   | Cologne Grand Prix, Colonia                   | Sintetico     | Wojciech Fibak       | 2–6, 7–5, 6–3           |
| 30. | 20 novembre 1977  | Wembley Championship, Londra                  | Sintetico     | John Lloyd           | 6–4, 6–4, 6–3           |
| 31. | 15 gennaio 1978   | ATP Birmingham, Birmingham                    | Sintetico     | Dick Stockton        | 7–6, 7–5                |
| 32. | 22 gennaio 1978   | Pepsi Grand Slam, Boca Raton (2)              | Terra rossa   | Jimmy Connors        | 7–6, 3–6, 6–1           |
| 33. | 26 marzo 1978     | WCT Tournament of Champions, Las Vegas        | Terra rossa   | Vitas Gerulaitis     | 6–5, 5–6, 6–4, 6–5      |
| 34. | 2 aprile 1978     | Milano Indoor, Milano                         | Sintetico     | Vitas Gerulaitis     | 6–3, 6–3                |
| 35. | 29 maggio 1978    | Internazionali d'Italia, Roma (2)             | Terra rossa   | Adriano Panatta      | 1–6, 6–3, 6–1, 4–6, 6–3 |
| 36. | 11 giugno 1978    | Roland Garros, Parigi (3)                     | Terra battuta | Guillermo Vilas      | 6–1, 6–1, 6–3           |
| 37. | 8 luglio 1978     | Torneo di Wimbledon, Londra (3)               | Erba          | Jimmy Connors        | 6–2, 6–2, 6–3           |
| 38. | 23 luglio 1978    | Swedish Open, Båstad (2)                      | Terra rossa   | Corrado Barazzutti   | 6–1, 6–2                |
| 39. | 6 novembre 1978   | Tokyo Indoor, Tokyo (1)                       | Sintetico     | Brian Teacher        | 6–3, 6–4                |
| 40. | 4 febbraio 1979   | Richmond WCT, Richmond (2)                    | Sintetico     | Guillermo Vilas      | 6–3, 6–1                |
| 41. | 12 febbraio 1979  | Pepsi Grand Slam, Boca Raton (3)              | Terra rossa   | Jimmy Connors        | 6–2, 6–3                |
| 42. | 8 aprile 1979     | ATP Rotterdam, Rotterdam                      | Sintetico     | John McEnroe         | 6–4, 6–2                |
| 43. | 15 aprile 1979    | Monte Carlo Masters, Monte Carlo (2)          | Terra rossa   | Vitas Gerulaitis     | 6–2, 6–1, 6–3           |
| 44. | 29 aprile 1979    | Alan King Tennis Classic, Las Vegas (1)       | Cemento       | Jimmy Connors        | 6–3, 6–2                |
| 45. | 11 giugno 1979    | Roland Garros, Parigi (4)                     | Terra battuta | Víctor Pecci         | 6–3, 6–1, 6–7, 6–4      |
| 46. | 7 luglio 1979     | Torneo di Wimbledon, Londra (4)               | Erba          | Roscoe Tanner        | 6–7, 6–1, 3–6, 6–3, 6–4 |
| 47. | 22 luglio 1979    | Swedish Open, Båstad (3)                      | Terra rossa   | Balázs Taróczy       | 6–1, 7–5                |
| 48. | 19 agosto 1979    | Canada Masters, Toronto                       | Cemento       | John McEnroe         | 6–3, 6–3                |
| 49. | 23 settembre 1979 | Campionati Internazionali di Sicilia, Palermo | Terra rossa   | Corrado Barazzutti   | 6–4, 6–0, 6–4           |
| 50. | 5 novembre 1979   | Tokyo Indoor, Tokyo (2)                       | Sintetico     | Jimmy Connors        | 6–2, 6–2                |
| 51. | 10 dicembre 1979  | WCT Challenge Cup, Montréal                   | Sintetico     | Jimmy Connors        | 6–4, 6–2, 2–6, 6–4      |
| 52. | 13 gennaio 1980   | Masters Grand Prix, New York (1)              | Sintetico     | Vitas Gerulaitis     | 6–2, 6–2                |
| 53. | 30 marzo 1980     | WCT Invitational, Salisbury                   | Sintetico     | Vijay Amritraj       | 7–5, 6–1, 6–3           |
| 54. | 10 febbraio 1980  | Pepsi Grand Slam, Boca Raton (4)              | Terra rossa   | Vitas Gerulaitis     | 6–1, 5–7, 6–1           |
| 55. | 30 marzo 1980     | ATP Nizza, Nizza (2)                          | Terra rossa   | Manuel Orantes       | 6–2, 6–0, 6–1           |
| 56. | 6 aprile 1980     | Monte Carlo Masters, Monte Carlo (3)          | Terra rossa   | Guillermo Vilas      | 6–1, 6–0, 6–2           |
| 57. | 28 aprile 1980    | Alan King Tennis Classic, Las Vegas (2)       | Cemento       | Harold Solomon       | 6–3, 6–1                |
| 58. | 8 giugno 1980     | Roland Garros, Parigi (5)                     | Terra battuta | Vitas Gerulaitis     | 6–4, 6–1, 6–2           |
| 59. | 6 luglio 1980     | Torneo di Wimbledon, Londra (5)               | Erba          | John McEnroe         | 1–6, 7–5, 6–3, 6–7, 8–6 |
| 60. | 10 novembre 1980  | Stockholm Open, Stoccolma                     | Sintetico     | John McEnroe         | 6–3, 6–4                |
| 61. | 18 gennaio 1981   | Masters Grand Prix, New York (2)              | Sintetico     | Ivan Lendl           | 6–4, 6–2, 6–2           |
| 62. | 7 giugno 1981     | Roland Garros, Parigi (6)                     | Terra battuta | Ivan Lendl           | 6–1, 4–6, 6–2, 3–6, 6–1 |
| 63. | 19 luglio 1981    | Stuttgart Outdoor, Stoccarda                  | Terra rossa   | Ivan Lendl           | 1–6, 7–6, 6–2, 6–4      |
| 64. | 27 settembre 1981 | Geneva Open, Ginevra                          | Terra rossa   | Tomáš Šmíd           | 6–4, 6–3                |

Non ATP, esibizioni, inviti, eventi speciali – Almeno 8 partecipanti (10)
| Anno | Data                     | Torneo                                                           | Superficie    | Premi | Avversario in finale | Punteggio          | Premio al vincitore |
| ---- | ------------------------ | ---------------------------------------------------------------- | ------------- | ----- | -------------------- | ------------------ | ------------------- |
| 1973 | 1–4 febbraio             | Helsinki Scandinavian Indoor Open Tennis Championships           | Sintetico (i) |       | Jacek Niedzwiedzki   | 6–3, 6–7, 6–3, 6–4 |                     |
| 1974 | 6–12 gennaio             | Auckland New Zealand Open                                        | Erba          |       | Onny Parun           | 6–4, 6–3, 6–1      |                     |
| 1974 | 28 gennaio – 3 febbraio  | Oslo Scandinavian Indoor Open Tennis Championships               | Sintetico (i) |       | Raymond Moore        | 2–6, 6–4, 6–4, 6–1 |                     |
| 1978 | 19–21 ottobre            | Amburgo – Rothenbaum Tennis Club                                 | Sintetico (i) |       | Wojciech Fibak       | 6–1, 6–1           |                     |
| 1979 | 28–30 settembre          | Marbella European Championships of Tennis                        | Terra         |       | Adriano Panatta      | 6–2, 6–2, 7–5      |                     |
| 1979 | 26–29 novembre           | Milano – Brooklyn Masters Tennis Tournament                      | Sintetico (i) |       | John McEnroe         | 1–6, 6–1, 6–4      |                     |
| 1979 | 29 novembre - 2 dicembre | Francoforte Cup Invitational Tennis Tournament Round Robin       | Sintetico     |       | Jimmy Connors        | 6–3, 4–6, 6–3, 6–4 |                     |
| 1981 | 10–13 ottobre            | Edmonton – Challenge Cup                                         | Sintetico (i) |       | José Luis Clerc      | 6–2, 6–2, 7–5      |                     |
| 1984 | 10–13 maggio             | Osaka – Championship of the Gunze Invitational Tennis Tournament | Sintetico (i) |       | Harold Solomon       | 6–2, 6–2           |                     |
| 1985 | 9–12 maggio              | Tokyo – Gunze World Tennis Tournament                            | Sintetico (i) |       | Anders Järryd        | 6–4, 6–3           |                     |

Non ATP, esibizioni, inviti, eventi speciali – 3, 4 o 5 partecipanti (27)
| Anno | Data                    | Torneo                                                                     | Superficie    | Avversario in finale | Punteggio          | Premio vincitore |
| ---- | ----------------------- | -------------------------------------------------------------------------- | ------------- | -------------------- | ------------------ | ---------------- |
| 1976 | 18–20 settembre         | Messico Marlboro Tennis Tournament Round Robin                             | Terra         | Ilie Năstase         | 7–6, 0–6, 6–1      |                  |
| 1976 | settembre               | Guadalajara, Jalisco Round Robin                                           | Terra         | Ilie Năstase         | 6–3, 6–3           |                  |
| 1976 | 11–15 ottobre           | Hilton Head World Invitational Tennis Classic                              | Terra         | Arthur Ashe          | 6–1, 6–2           |                  |
| 1976 | 3–5 novembre            | Chicago Olsonite Tennis Classic                                            | Sintetico     | John Newcombe        | Sconosciuto        |                  |
| 1976 | 5–7 novembre            | Detroit Michigan Pro tennis 4-men invitational                             | Sintetico (i) | Rod Laver            | 6–3, 6–1           |                  |
| 1976 | 24–28 novembre          | Copenaghen Pondus Cup Invitational Tournament Round Robin                  | Sintetico (i) | Wojciech Fibak       | 7–5, 3–6, 7–6, 7–5 |                  |
| 1977 | 12–13 febbraio          | Cincinnati Riverfront Coliseum Invitational Round Robin - 3-men            | Sintetico (i) | Rod Laver            | 6–7, 6–3, 6–2      |                  |
| 1977 | 27–30 settembre         | Hilton Head World Invitational Tennis Classic                              | Terra         | Roscoe Tanner        | 6–4, 7–5           |                  |
| 1978 | 7–9 marzo               | Göteborg Invitational Scandinavian Cup                                     | Sintetico (i) | Vitas Gerulaitis     | 6–4, 1–6, 6–3      |                  |
| 1978 | 18–20 aprile            | Copenaghen Pondus Cup Invitational Tournament Round Robin                  | Sintetico (i) | Vitas Gerulaitis     | 2–6, 6–4, 6–4      |                  |
| 1978 | 21–23 aprile            | Tokyo Suntory Cup                                                          | Sintetico (i) | Jimmy Connors        | 6–1, 6–2           |                  |
| 1978 | 14–15 agosto            | Mentone French Riviera Invitational                                        | Terra         | Guillermo Vilas      | 6–4, 6–3           |                  |
| 1978 | 16–18 ottobre           | Essen Tennis Championships                                                 | Terra         | Vitas Gerulaitis     | 6–3, 7–6           |                  |
| 1978 | 28–29 ottobre           | Manila                                                                     | Terra         | Vitas Gerulaitis     | 6–2, 7–6           |                  |
| 1978 | novembre                | Anversa                                                                    | Sintetico (i) | Tom Okker            | 6–4, 6–3           |                  |
| 1979 | 17–18 febbraio          | Vienna Velo Cup Tennis Tournament – 4-men invitational                     | Sintetico (i) | John McEnroe         | 3–6, 6–1, 6–4      |                  |
| 1979 | 15–16 o 25–27 settembre | Essen Tennis Championships – 4-men invitational                            | Terra         | Ilie Năstase         | 6–1, 6–4           |                  |
| 1979 | 2–7 ottobre             | Paesi Bassi - 5 città (finale a Rotterdam) Roxy Tennis Round Robin – 5-men | Sintetico (i) | Eddie Dibbs          | 6–3, 6–0           |                  |
| 1979 | novembre                | Bruxelles – 4-men invitational                                             | Sintetico (i) | Adriano Panatta      | 6–1, 7–6           |                  |
| 1979 | 27–28 dicembre          | Il Cairo Egypt's First International Round Robin – 4-men invitational      | Terra         | Ismail El Shafei     | 6–2, 6–3           |                  |
| 1980 | 8–9 marzo               | Stoccarda Cup-80 – 4-men invitational                                      | Sintetico (i) | Adriano Panatta      | 6–2, 5–7, 6–1      |                  |
| 1980 | ottobre                 | Berlino – 4-men invitational                                               | Sintetico (i) | Vitas Gerulaitis     | 7–6, 6–3           |                  |
| 1981 | 26–27 gennaio           | Bologna – 4-men invitational                                               | Sintetico     | José Luis Clerc      | 6–7, 7–5, 7–6      |                  |
| 1982 | 24–25 marzo             | Cascais – $68,000 4-men invitational                                       | Sintetico     | Vitas Gerulaitis     | 7–6, 6–1           |                  |
| 1982 | 16–18 aprile            | Tokyo – 250 000 $ Suntory Cup                                              | Sintetico     | Guillermo Vilas      | 6–1, 6–2           | 110 000 $        |
| 1982 | 30 aprile -1º maggio    | Il Cairo Four Master Championships 4-men invitational                      | Terra         | Peter McNamara       | 6-1 6-4            |                  |
| 1982 | 5–7 novembre            | Sydney – Akai Gold Challenge                                               | Sintetico     | Ivan Lendl           | 6–1, 6–4, 6–2      |                  |

#### Finali perse (25)
| No. | Anno | Torneo                                                  | Superficie  | Avversario in finale | Punteggio                |
| 1.  | 1973 | Monte Carlo                                             | Terra       | Ilie Năstase         | 6–4, 6–1, 6–2            |
| 2.  | 1973 | Beckenham Kent Lawn Open, Inghilterra                   | Erba        | Alex Metreveli       | 6–3, 9–8                 |
| 3.  | 1973 | SAP Open, USA                                           | Sintetico   | Roy Emerson          | 5–7, 6–1, 6–4            |
| 4.  | 1973 | Stockholm Open, Svezia                                  | Cemento (i) | Tom Gorman           | 6–3, 4–6, 7–6            |
| 5.  | 1973 | Buenos Aires, Argentina                                 | Terra       | Guillermo Vilas      | 3–6. 6–7, 6–4, 6–6, RET. |
| 6.  | 1974 | Barcelona WCT, Spagna                                   | Sintetico   | Arthur Ashe          | 6–4, 3–6, 6–3            |
| 7.  | 1974 | Houston River Oaks International Tennis Tournament, USA | Terra       | Rod Laver            | 7–6, 6–2                 |
| 8.  | 1974 | Dallas WCT, USA                                         | Sintetico   | John Newcombe        | 4–6, 6–3, 6–3, 6–2       |
| 9.  | 1974 | Indianapolis, USA                                       | Terra       | Jimmy Connors        | 5–7, 6–3, 6–4            |
| 10. | 1974 | Madrid, Spagna                                          | Terra       | Ilie Năstase         | 6–4, 5–7, 6–2, 4–6, 6–4  |
| 11. | 1975 | Barcelona WCT, Spagna                                   | Sintetico   | Arthur Ashe          | 7–6, 6–3                 |
| 12. | 1975 | Munich WCT, Germania Ovest                              | Sintetico   | Arthur Ashe          | 6–4, 7–6                 |
| 13. | 1975 | Dallas WCT, USA                                         | Sintetico   | Arthur Ashe          | 3–6, 6–4, 6–4, 6–0       |
| 14. | 1975 | The Masters, Stoccolma                                  | Cemento (i) | Ilie Năstase         | 6–2, 6–2, 6–1            |
| 15. | 1976 | Philadelphia WCT, USA                                   | Sintetico   | Jimmy Connors        | 7–6, 6–4, 6–0            |
| 16. | 1976 | US Open, New York                                       | Terra       | Jimmy Connors        | 6–4, 3–6, 7–6, 6–4       |
| 17. | 1977 | The Masters, New York                                   | Sintetico   | Jimmy Connors        | 6–4, 1–6, 6–4            |
| 18. | 1978 | US Open, New York                                       | Cemento     | Jimmy Connors        | 6–4, 6–4, 6–2            |
| 19. | 1979 | Dallas WCT, USA                                         | Sintetico   | John McEnroe         | 7–5, 4–6, 6–2, 7–6       |
| 20. | 1980 | Canada Masters, Canada                                  | Cemento     | Ivan Lendl           | 4–6, 5–4, RET.           |
| 21. | 1980 | US Open, New York                                       | Cemento     | John McEnroe         | 7–6, 6–1, 6–7, 5–7, 6–4  |
| 22. | 1980 | Swiss Indoors, Svizzera                                 | Cemento (i) | Ivan Lendl           | 6–3, 6–2, 5–7, 0–6, 6–4  |
| 23. | 1981 | Milan Indoor, Italia                                    | Sintetico   | John McEnroe         | 7–6, 6–4                 |
| 24. | 1981 | Wimbledon, Londra                                       | Erba        | John McEnroe         | 4–6, 7–6, 7–6, 6–4       |
| 25. | 1981 | US Open, New York                                       | Cemento     | John McEnroe         | 4–6, 6–2, 6–4, 6–3       |

1. ↑  Il match non è conteggiato dall'ATP, che non registra neppure la finale del 1977 contro Guillermo Vilas non disputata al Johannesburg Peugeot Open a causa dell'annullamento per forte pioggia.

## Risultati in progressione
| Torneo              | 1973  | 1974  | 1975  | 1976  | 1977  | 1978  | 1979  | 1980  | 1981  | 1982  | Carriera WR | Carriera W–L |
| ------------------- | ----- | ----- | ----- | ----- | ----- | ----- | ----- | ----- | ----- | ----- | ----------- | ------------ |
| Grande Slam         |       |       |       |       |       |       |       |       |       |       |             |              |
| Australian Open     | A     | 3T    | A     | A     | A     | A     | A     | A     | A     | A     | 0 / 1       | 1–1          |
| Open di Francia     | 4T    | V     | V     | QF    | A     | V     | V     | V     | V     | A     | 6 / 8       | 49–2         |
| Wimbledon           | QF    | 3T    | QF    | V     | V     | V     | V     | V     | F     | A     | 5 / 9       | 51–4         |
| US Open             | 4T    | 2T    | SF    | F     | 4T    | F     | QF    | F     | F     | A     | 0 / 9       | 40–9         |
| W                   | 0 / 3 | 1 / 4 | 1 / 3 | 1 / 3 | 1 / 2 | 2 / 3 | 2 / 3 | 2 / 3 | 1 / 3 | 0 / 0 | 11 / 27     | N/A          |
| W–L                 | 10–3  | 12–3  | 16–2  | 17–2  | 10–1  | 20–1  | 18–1  | 20–1  | 19–2  | 0-0   | N/A         | 141–16       |
| Torneo di fine anno |       |       |       |       |       |       |       |       |       |       |             |              |
| The Masters         | A     | RR    | F     | A     | F     | A     | V     | V     | A     | A     | 2 / 5       | 15–7         |
| WCT Finals          | A     | F     | F     | V     | A     | SF    | F     | A     | A     | A     | 1 / 5       | 10–3         |
| Ranking fine anno   | 18    | 3     | 3     | 2     | 3     | 2     | 1     | 1     | 4     | N/A   | N/A         |              |

A = non partecipante
WR = Tornei vinti su disputati

## Record

### Grande Slam
- 41% di tornei del Grande Slam vinti (11 su 27), record per il tennis maschile e seconda prestazione di sempre (Margaret Court detiene il primato assoluto)
- Nei tornei del Grande Slam ha uno score di 141–16 con una percentuale di vittorie dell'89,8%, record per il tennis maschile.
- I suoi 5 titoli consecutivi a Wimbledon (1976–1980) sono un record ancora imbattuto, anche se eguagliato da Roger Federer (2003–2007), mentre le sue 6 finali consecutive (1976-1981) sono state superate dalle 7 di Federer (2003–2009).
- I suoi 5 titoli a Wimbledon sono la quarta miglior prestazione di sempre dell'era Open dopo gli 8 di Federer, i 7 di Sampras e di Djokovic.
- Borg ha vinto 41 partite consecutive a Wimbledon stabilendo un record avvicinato ma non battuto nel 2008 da Roger Federer con 40.
- Borg è l'unico giocatore ad aver centrato l'accoppiata Open di Francia-Wimbledon per tre anni consecutivi.
- Borg ha giocato 16 finali del Grande Slam, che al momento del suo ritiro era un record per l'era Open e la seconda prestazione di sempre (Rod Laver 17); in seguito Ivan Lendl (19), Pete Sampras (18), Novak Đoković (37 record assoluto), Roger Federer (31) e Rafael Nadal (29) supereranno questo record.
- Borg, Pete Sampras, Roger Federer e Nadal sono gli unici ad aver vinto almeno uno Slam per 8 anni consecutivi.
- Borg e Sampras hanno sconfitto 9 avversari diversi nelle finali del Grande Slam. Meglio hanno fatto solo Federer e Đoković che hanno sconfitto 11 avversari diversi e Nadal che ha sconfitto 10 avversari diversi.
- Borg (Wimbledon e Roland Garros) e Federer (Wimbledon e US Open) sono gli unici ad aver vinto due Slam per 4 o più anni consecutivi.
- Borg (6 Roland Garros e 5 Wimbledon), Sampras (7 Wimbledon e 5 US Open), Đoković (10 Australian Open e 7 Wimbledon) e Federer (8 Wimbledon e 5 US Open) sono gli unici ad aver vinto almeno 5 volte due tornei del Grande Slam
- Borg e Nadal sono gli unici ad aver vinto per 4 volte consecutive l'Open di Francia, al momento del ritiro Borg aveva una striscia vincente di 28 partite nel torneo parigino.
- Borg, Lendl, Nadal e Federer sono gli unici giocatori dell'era Open ad aver preso parte a 4 finali consecutive dell'Open di Francia.
- Borg vinse l'Open di Francia nel 1978 e nel 1980 senza cedere nessun set, impresa superata solo da Nadal nel 2008, nel 2010 e nel 2017.
- Borg e Federer sono gli unici ad aver preso parte alla finale dell'Open di Francia e a quella di Wimbledon nella stessa stagione per quattro anni consecutivi.
- Borg è stato il primo ad arrivare in finale per 6 volte in due tornei dello Slam, record poi battuto da Sampras che raggiunse la finale 7 volte a Wimbledon e 8 agli US Open, da Federer che raggiunse 12 finali a Wimbledon e 7 agli US Open ed Australian Open e da Djokovic che ha raggiunto la finale 10 volte in Australia (tutte vinte), 10 finali anche a Wimbledon e pure agli US open e 7 finali all'Open di Francia.
- Borg è stato il primo uomo dell'era Open a vincere per 6 volte lo stesso torneo del Grande Slam (Open di Francia), il record è stato battuto dai 7 successi di Sampras, dagli 8 successi di Federer a Wimbledon, dai 14 a Parigi di Nadal e dai 10 in Australia di Đoković.

### Precocità
- Borg nel 1972 stabilì il record come più giovane vincitore di un incontro di Coppa Davis.
- Borg nel 1974 divenne il più giovane vincitore degli Internazionali di Italia (record poi superato)
- Borg nel 1974 divenne il più giovane vincitore di un torneo del Grande Slam (record poi superato)
- Borg vinse a 18 anni il torneo U.S. Pro Tennis Championships, stabilendo un record (poi superato)
- Borg nel 1976 divenne il più giovane vincitore di Wimbledon (record poi superato)
- Borg vinse il suo 11º titolo nel Grande Slam all'età di 25 anni e 1 giorno.

### Serie di vittorie
- Borg nel 1978 vinse 43 partite consecutive, terza prestazione di sempre dopo Guillermo Vilas (46) e Ivan Lendl (44), al pari di Novak Đoković (43) e davanti a John McEnroe (42)
- Borg detiene il record di vittorie consecutive a Wimbledon (41)
- Borg detiene il record di vittorie consecutive in Coppa Davis (33)
- Borg è il terzo tennista per numero di vittorie consecutive sui campi di terra battuta con 46 successi. Meglio di lui solo Guillermo Vilas (53) e Rafael Nadal (81).

### Vari
- Borg ha vinto 63 titoli ATP in carriera. È all'ottavo posto per numero di tornei singolari vinti dopo Jimmy Connors (109), Roger Federer (103), Ivan Lendl (94), Rafael Nadal (92), Novak Đoković (91), John McEnroe (77) e Pete Sampras (64) e davanti a Guillermo Vilas (62) e Andre Agassi (60).
- Borg ha accumulato 3.655.751 USD in premi durante la sua carriera. Al momento del ritiro era un record poi ampiamente superato.
- Borg vinse il suo ultimo torneo a Ginevra, battendo nel primo turno il giovanissimo connazionale Mats Wilander.